# Paratrichophaea boudieri
Paratrichophaea boudieri är en svampart som först beskrevs av Grelet, och fick sitt nu gällande namn av Bronckers 2003. Paratrichophaea boudieri ingår i släktet Paratrichophaea och familjen Pyronemataceae.   Inga underarter finns listade i Catalogue of Life.